# Giovanni da Verrazzano

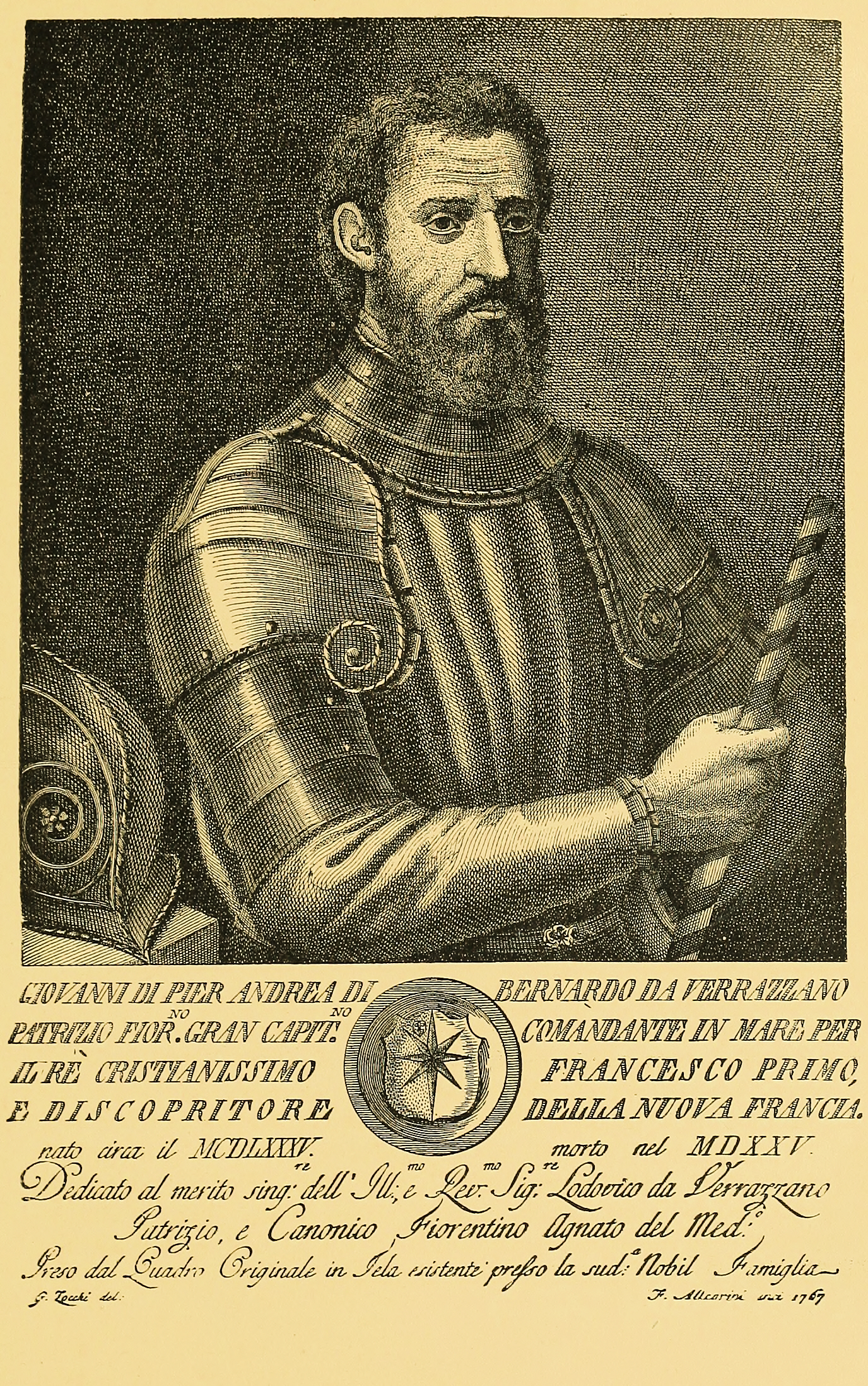
Traducere a descrierii în italiană:
« Giovanni ... din Verrazzano,
Patrician Florentin, Mare Căpitan, Comandant de Navă al Prea Creștinului Rege Francisc I și Descoperitorul Noii Franțe. Născut circa 1485, Decedat în 1525... ».

Giovanni de Verrazzano (c. 1485 - c. 1528) a fost un explorator italian al Americii de Nord, în serviciul coroanei franceze. El este renumit datorită faptului că este primul european care să exploreze Oceanul Atlantic pe coasta Americii de Nord, între Carolina de Sud și Terra Nova în 1539, inclusiv golful din New York. Din acest motiv Podul Verrazano-Narrows  este numit în onoarea lui, precum și Podul Jamestown-Verrazzano de peste estuarul Narragansett.